# Onderscheidingen in Baden
Het Groothertogdom Baden heeft een vijftal ridderorden en een groot aantal kruisen, gespen en medailles ingesteld. Er zijn naast die ridderorden naar schatting 146 verschillende onderscheidingen. Na 1918 heeft de Vrijstaat Baden zeven medailles en kruisen gesticht.

## De ridderorden
- De Huisorde van de Trouw
- De Militaire Karl-Friedrich-Verdienstorde
- De Orde van Berthold de Eerste
- De Orde van Berthold de Eerste van Zähringen
- De Orde van de Leeuw van Zähringen

De ridderorden kennen ten minste 71 verschillende kruisen en er bestaan soms varianten in diverse edelmetalen en uitvoeringen met en zonder zwaarden van die kruisen.

## Onderscheidingen in chronologische volgorde
Medailles voor verdienste
De ridderorden werden alleen aan "herrschaften", lieden van stand, verleend. Wie met zijn handen werkte of een ondergeschikte positie in het ambtenarenapparaat innam moest met een medaille voor Burgerlijke Verdienste genoegen nemen.
- De Grote Medaille voor Leidinggevenden en Kleine Verdiensten 1769
- De Kleine Medaille voor Leidinggevenden en Kleine Verdiensten 1769
- De Gouden Medaille voor Burgerlijke Verdienste 1798
- De Zilveren Medaille voor Burgerlijke Verdienste 1798
- De Gouden Medaille voor Burgerlijke Verdienste 1810 - 1817
- De Zilveren Medaille voor Burgerlijke Verdienste 1810 - 1817
- De Kleine Gouden Medaille voor Burgerlijke Verdienste 1811
- De Kleine Zilveren Medaille voor Burgerlijke Verdienste 1811
- De Middelgrote Zilveren Medaille voor Burgerlijke Verdienste 1818
- De Middelgrote Gouden Medaille voor Burgerlijke Verdienste 1818

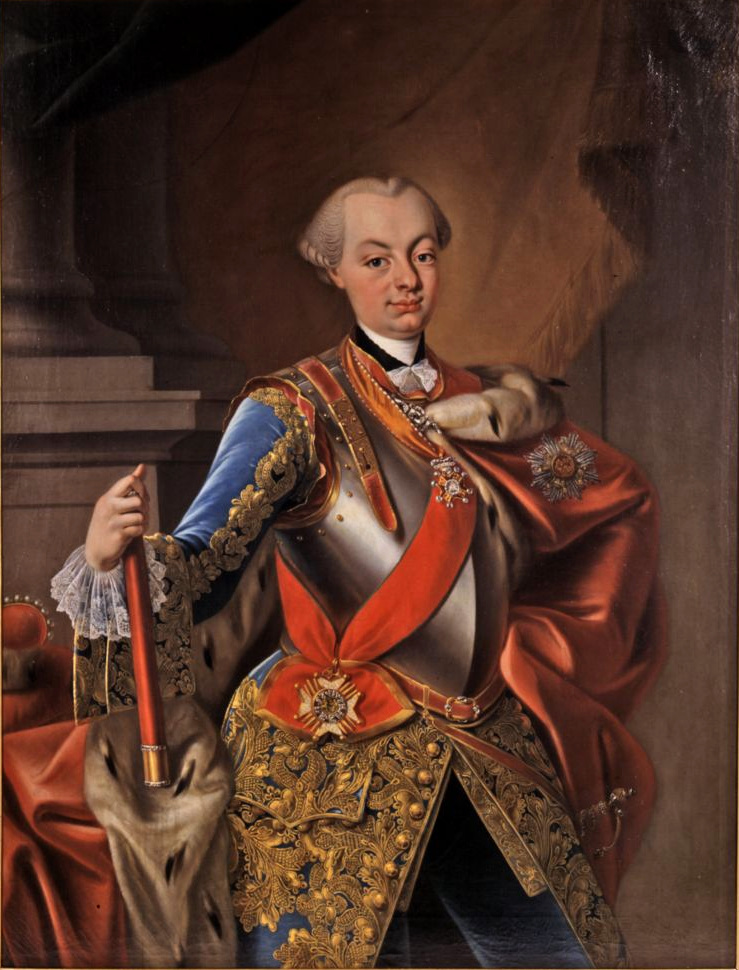
Karel Frederik draagt de Huisorde van de Trouw om de hals

De medailles zijn met de beeldenaar van de opeenvolgende groothertogen verleend.
- 1738-1811: Karel Frederik (markgraaf, na 1803 keurvorst, na 1806 groothertog)
- 1811-1818: Karel
- 1818-1830: Lodewijk I
- 1830-1852: Leopold

Lodewijk II heeft nooit geregeerd en er zijn ook geen medailles voor verdienste met zijn beeldenaar geslagen.
- 1856-1907: Frederik I (sinds 1852 regent voor Lodewijk II)
- 1907-1918: Frederik II

Onder de regering van Frederik II bestonden er grote gouden, zilveren en kleine gouden medailles van verdienste. Tijdens de Eerste Wereldoorlog werden sommige medailles in inferieur metaal dat verguld of verzilverd werd uitgereikt.
Jubileummedailles
Bij de jubilea van de groothertogen werden medailles uitgereikt.
- Medaille voor het Gouden Regeringsjubileum 1902
- De Friedrich-Luisen-Medaille
- De Herinneringsmedaille voor 1906
- Het Gouden Herinneringsteken voor 1906 met Briljanten
- Het Gouden Herinneringsteken voor 1906 met geëmailleerde "F" en Speld voor Vorstelijke Personen
- Het Gouden Herinneringsteken voor 1906 met geëmailleerde "F" en Ring voor Vorstelijke Personen
- Het Gouden Herinneringsteken voor 1906 met geëmailleerde "F" en Speld
- Het Gouden Herinneringsteken voor 1906 met geëmailleerde "F" en ring
- Het Zilveren Herinneringsteken voor 1906 met geëmailleerde "F" en ring

De reddingsmedailles
- De Zilveren Reddingsmedaille 1868 - 1918
- De Kleine Gouden Reddingsmedaille 1868 - 1918

De medailles zijn met de beeldenaar van twee opeenvolgende groothertogen verleend.
- 1856-1907: Frederik I (sinds 1852 regent voor Lodewijk II)
- 1907-1918: Frederik II

De Medaille voor Kunst en Wetenschap
- Gouden Medaille voor Kunst en Wetenschap 1848 - 1918
- Zilveren Medaille voor Kunst en Wetenschap 1848 -1918

De massief gouden en zilveren medailles zijn met de beeldenaar van drie opeenvolgende groothertogen verleend.
- 1848-1852: Leopold
- 1856-1907: Frederik I (sinds 1852 regent voor Lodewijk II)
- 1907-1918: Frederik II

Medailles voor trouwe dienst (Dienstauszeichnungen)
- Het Ereteken voor Leden van de Vrijwillige Brandweer na 25 Dienstjaren z.j.

Dit ereteken had de vorm van een verguld bronzen gesp (een "schnalle") op een stukje lint.
- De Medaille voor Leden van de Vrijwillige Brandweer na 40 Dienstjaren z.j.

Tijdens de Eerste Wereldoorlog werd de bronzen medaille vervangen door zogenaamd "kriegsmetal", een goedkope legering .
- Ereteken voor Arbeiders en Mannelijk Huispersoneel 1896

Deze medaille bestaat in geoxideerd brons (1896 - 1908), brons (1908 - 1916) en oorlogsmetaal (1916 - 1918)
- Het Ereteken voor Verpleegsters van de Badische Vrouwenvereniging z.j.

Er bestaan verguld zilveren kruisen voor 40, 35, 30, 25, 20, 15 en 10 dienstjaren.
- Het Kruis voor Vrouwelijke Dienstboden met meer dan 60 Dienstjaren

Er bestaan verguld zilveren kruisen voor 60, 50 en 40 dienstjaren. De kruisen voor 25 dienstjaren waren van zilver.
- De Jubileumsmedaille voor Vroedvrouwen na 40 Dienstjaren 1887

Er bestaan verguld zilveren medailles met gouden strik voor 60 dienstjaren. De medailles voor 40 dienstjaren zijn van verguld zilver. De medailles voor 35, 30 en 25 dienstjaren waren van zilver.
- Het Kruis voor Vrouwelijke Arbeiders met 50 Dienstjaren z.j.

Het kruis voor 50 dienstjaren was van verguld zilver, dat voor 30 dienstjaren van zilver.
- Het Algemeen Kruis voor Vrouwelijke Personen z.j.

Dit kruis werd in verguld zilver, in zilver en ingeraamd in fluweel toegekend.
- De Onderscheiding voor Leraressen, Opzichteressen, Moeders en dergelijke in Openbare Leer- en Weldadigheidsinstellingen met 40 dienstjaren. z.j.

Behalve dit verguld zilveren ereteken zijn er zilveren eretekens voor 25 jaar dienst en eretekens zonder jaartal.
- Het Ereteken voor Verpleegsters op het Platteland z.j.
- De Broche voor Vrouwelijke Verdienste in de Instellingen van de Badense Vrouwenvereniging z.j.

Behalve de "gouden", in werkelijkheid verguld zilveren, broche voor 10 dienstjaren was er een zilveren broche voor 5 dienstjaren.
De militaire onderscheidingen
- De Medaille voor Dienst in het Veld
- De Medaille voor Dienst in het Veld in 1848

De goudkleurig bronzen medaille uit 1848 verschilt van de algemene medaille door de inscriptie met de plaats waar gevochten werd op de keerzijde.
Baden heeft zeventien gespen voor dienst in het veld, waarmee veldtochten werden aangeduid, ingesteld. Dergelijke gespen werden op het lint van de Medaille voor Dienst in het Veld bevestigd.
Het gaat om gespen met de volgende jaartallen: 1805, 1806, 1806-1807, 1807, 1809, 1812, 1808-1813, 1813, 1814, 1814-1815, 1815, 1848, 1849, 1866, 1866 met strik, 1870, 1870-1871 en 1871. Alle gespen zijn van goudkleurig brons.
- De Onderscheiding voor Officieren met 25 Dienstjaren 1846 - 1854

Er bestaan behalve dit verguld koperen kruis ook dito kruisen voor 40 dienstjaren 1846 - 1854
- De Onderscheiding voor 25 Dienstjaren als Onderofficier of Soldaat

Deze verguld koperen gesp of "Schnalle" werd op een klein stukje lint op de borst gedragen. Er waren ook een zilveren gesp voor 18 dienstjaren en een zwart gemaakte ijzeren gesp voor 12 dienstjaren.
In 1854 koos de Badense regering voor nieuwe decoraties voor trouwe dienst.
- Het Kruis der Eerste Klasse voor Trouwe Dienst 1854 - 1918
- Het Kruis der Tweede Klasse voor Trouwe Dienst
- De Onderscheiding der Eerste Klasse voor 21 Dienstjaren

Ook deze verguld koperen gesp of "Schnalle" werd op een klein stukje lint op de borst gedragen. Er waren ook nu een zilveren gesp, ditmaal voor 15 dienstjaren, en een ijzeren gesp voor 9 dienstjaren.
- De Onderscheiding der Eerste Klasse voor 15 Jaar Trouwe Dienst 1913 - 1918

Dit kruis bestaat in tombak en brons en in een uitvoering van goudkleurig brons.
- De Onderscheiding der Tweede Klasse voor 15 Jaar Trouwe Dienst 1913 - 1918

Deze medaille is van verguld brons
- De Onderscheiding der Derde Klasse Klasse voor 15 Jaar Trouwe Dienst 1913 - 1918

Deze medaille is van argentan, een goedkoop, op zilver lijkend materiaal.
- Het Herinneringskruis voor de Veldtocht van 1870/71
- Het Kruis voor Oorlogsverdienste| in de Eerste Wereldoorlog. (Duits: "Kriegsverdienstkreuz")

- De Onderscheiding voor Trouwe Dienst in de Landweer 1877 - 1913

Deze ijzeren gesp of Schnalle werd op een klein stukje lint op de borst gedragen.
- De Onderscheiding voor Trouwe Dienst in de Landweer 1913 - 1918

Deze bronskleurige medaille van tombak werd op de borst gedragen.
- De Herinneringsmedaille in Goud met de Kroon voor de Verenigingen die Deel Uitmaken van de Samenwerkende Badense Militaire Verenigingen

De medaille was van verguld brons.
- De Herinneringsmedaille in Zilver voor de Verenigingen die Deel Uitmaken van de Samenwerkende Badense Militaire Verenigingen
- De medaille was van verzilverd brons.

## De Vrijstaat Baden
- De Gouden Medaille van Verdienste 1919

Deze medaille was van verguld wit metaal, een legering met zink.
- De Staatsmedaille z.j.

De medaille bestaat in goud (in werkelijkheid verguld zilver) en in zilver
- De Reddingsmedaille z.j.

Medailles voor trouwe dienst (Dienstauszeichnungen)
- Het Kruis voor Vrouwelijke Dienstboden 1920 - 1936
- Het Ereteken voor Leden van de Vrijwillige Brandweer na 40 Dienstjaren 1920 - 1936

Dit ereteken had de vorm van een bronzen medaille.
- Het Ereteken voor Leden van de Vrijwillige Brandweer na 25 Dienstjaren 1920 - 1936
- Deze verguld bronzen gesp of "Schnalle" werd op een klein stukje lint op de borst gedragen. Er was van 1920 tot 1934 ook een vergulde koperen gesp voor 25 dienstjaren. In 1934 werd de gesp van zilver.

In 1933 grepen de Nationaalsocialisten de macht. Zij centraliseerden het bestuur en verboden de Duitse staten om nog langer onderscheidingen uit te reiken. Na de Tweede Wereldoorlog werd Baden deel van de nieuwe deelstaat Baden-Württemberg
- Maximilian Gritzner, Handbuch der Ritter- und Verdienstorden aller Kulturstaaten der Welt innerhalb des XIX. Jahrhunderts. Auf Grund amtlicher und anderer zuverlässiger Quellen zusammengestellt. Verlag: Leipzig., Verlagsbuchhandlung von J.J. Weber, 1893.
- Jörg Nimmergut, Katalog Orden und Ehrenzeichen 1800 - 1945, München 1977 e.v.
- Jörg Nimmergut, Deutsche Orden, München 1979
- Gustav Adolph Ackermann, Ordensbuch, Annaheim 1855
- David Danner op